# 255308 Christianzuber
255308 Christianzuber è un asteroide della fascia principale. Scoperto nel 2005, presenta un'orbita caratterizzata da un semiasse maggiore pari a 3,0652362 UA e da un'eccentricità di 0,1623538, inclinata di 1,00038° rispetto all'eclittica.